# Dobrodole
Dobrodole es un pueblo ubicado en el municipio de Berane, en Montenegro.

## Demografía
Hasta 2011 la población era de 101 habitantes, conformada por 24 hogares y 46 viviendas.
| 370                                                              | 405 | 362 | 410 | 380 | 236 | 134 | 101 |
| (Fuente: Population statistics of Eastern Europe & former USSR.) |     |     |     |     |     |     |     |

| Etnicidad                                           | Número | Porcentaje |
| --------------------------------------------------- | ------ | ---------- |
| Bosnios                                             | 109    | 81,34 %    |
| Musulmanes                                          | 22     | 16,41 %    |
| Otros                                               | 3      | 2,23 %     |
| Fuente: Republic of Montenegro. Statistical Office. |        |            |